# María Ygnacia López de Carrillo

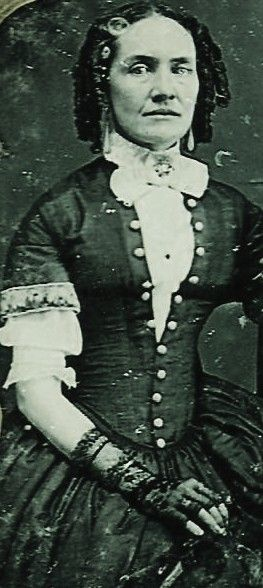
María Ygnacia López de Carrillo

María Ygnacia López de Carrillo (* 31. Januar 1793 in San Diego, Kalifornien, USA; † 28. Februar 1849 in Sonoma, Kalifornien, USA) war eine Landwirtin und Besitzerin des Landes, auf dem die Stadt Santa Rosa gegründet wurde.

## Leben und Werk
López de Carrillo war die jüngste Tochter von Maria Feliciana Arballo und deren zweitem Ehemann, Juan Francisco Lopez. Ihre Mutter war 1775 mit der Anza-Expedition von Tubac nach Kalifornien gekommen und verließ die Expedition in San Gabriel (Kalifornien). Im Jahr 1809 heiratete López de Carrillo im Alter von 16 Jahren den ebenfalls 16-jährigen Joaquin Victor Carrillo aus San Diego. Sie bekam mit ihm dreizehn Kinder und sie lebten in San Diego.
Nach dem Tod ihres Ehemannes zog sie 1836 mit neun Kindern nach Nordkalifornien, um in der Nähe ihrer drei bereits verheirateten Töchter zu leben. Sie zog nach Sonoma, wo die Familie blieb, bis ein Stück Land ausgewählt und ein Haus als neues Zuhause gebaut wurde. In Sonoma lebten sie bei ihrer Tochter Francisca Benicia Carrillo, nach der die ehemalige Hauptstadt von Kalifornien, Benicia, benannt wurde, und ihrem Schwiegersohn General Mariano Guadalupe Vallejo.
Im Januar 1838 wurde Vallejo eine Petition vorgelegt, in der um die Gewährung von Land entlang der Ufer des Santa Rosa Creek gebeten wurde. Vallejo gab López de Carrillo die Erlaubnis, Land im Zentrum des Santa Rosa Valley zu besetzen. Am 30. September 1841 erhielt sie von Gouverneur Manuel Jimeno die ursprünglich 8800 Morgen große mexikanische Landzuteilung Rancho Cabeza de Santa Rosa. Auf dem Land baute sie mit ihrer Familie die Carrillo Adobe und die Rancho Cabeza de Santa Rosa. Ihr ältester Sohn Joaquin Carrillo (1820–1899) erhielt 1844 von Gouverneur Manuel Micheltorena die Rancho Llano de Santa Rosa westlich des Besitzes seiner Mutter.

## Carillo Adobe

Carrillo Adobe, Santa Rosa, Sonoma County, 1936

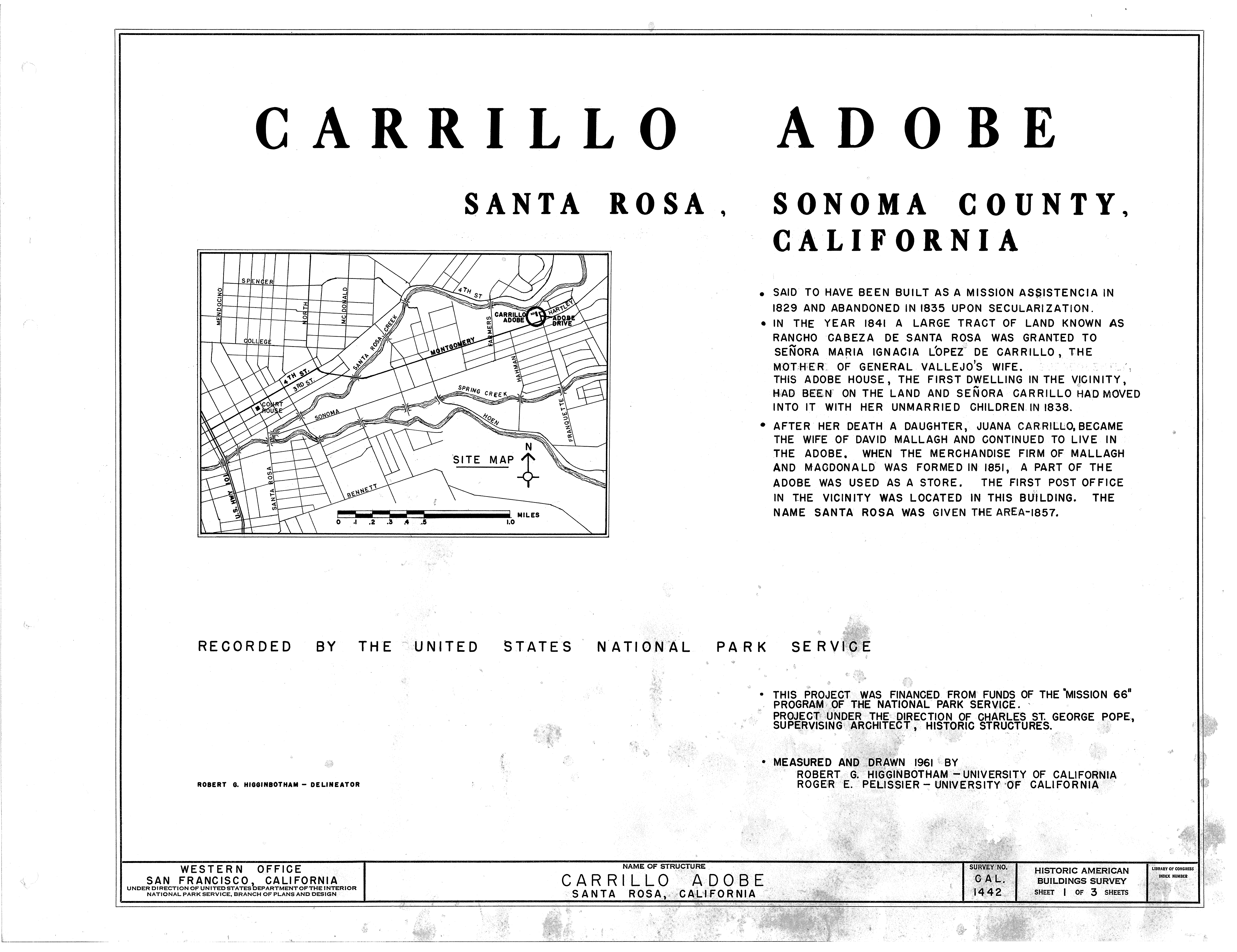
Der Carrillo Adobe ist das älteste Gebäude im Santa Rosa Valley

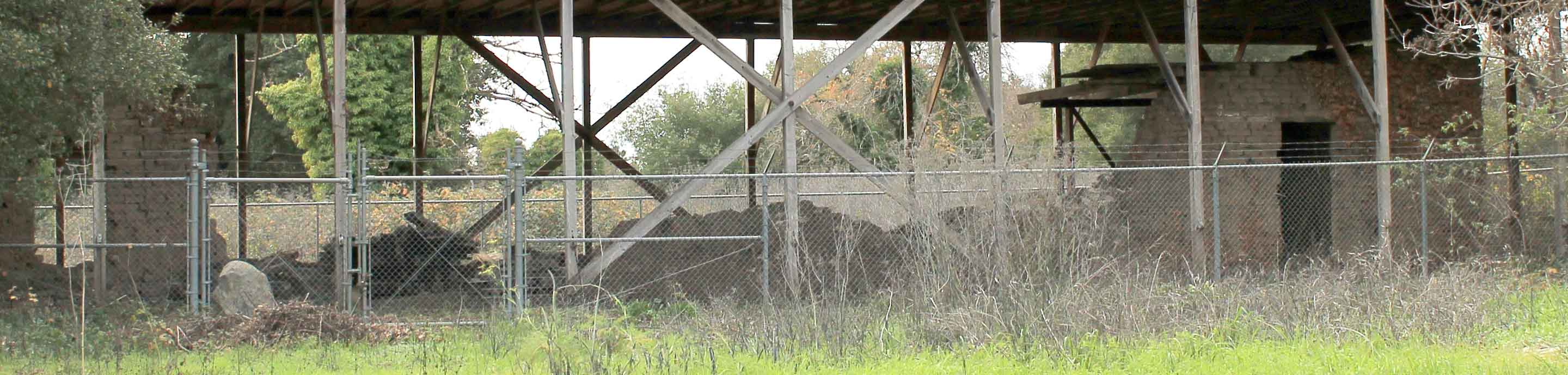
Die Ruinen von Carrillo Adobe in Santa Rosa, geschützt durch einen Unterstand und Maschendrahtzaun, 2012

Der Carrillo Adobe wurde in den 1830er Jahren erbaut und gilt als das älteste erhaltene Bauwerk in Santa Rosa. Untersuchungen deuten darauf hin, dass die Familie von López de Carrillo 1838 das Haus aus Lehmziegeln nicht von Grund auf neu baute, sondern es teilweise auf soliden Steinfundamenten errichtete, die bereits früher dort platziert worden waren. Der Archäologe William Roop entdeckte die Fundamente während der Ausgrabungen im Jahr 2006. Er ist überzeugt, dass sie von Arbeitern im Auftrag von Franziskanerpriestern platziert wurden, die beabsichtigten, in Santa Rosa die 22. und nördlichste kalifornische Mission zu errichten.
1937 gab es eine öffentliche Kampagne zur Erhaltung von Carrillo Adobe, das ein durchhängendes Dach und bröckelnde Ziegel hatte. In der zweiten Hälfte des 20. Jahrhunderts war Carrillo Adobe im Besitz der katholischen Diözese Santa Rosa. Die Kirche führte 1962 eine weitere Erhaltungsbemühung durch, als ein Dach installiert wurde. 1981 stürzte das Dach ein. In den frühen 2000er Jahren wurde das Carrillo Adobe und das umliegende Grundstück von einem Bewohner aus San Jose gekauft.

## Landwirtin und Verwalterin
Nachdem die neue Heimat fest etabliert war, wurden das Haus und der Obstgarten in San Diego von Lopez de Carrillo nicht mehr benötigt. Ihr Sohn Ramon Carrillo verkaufte es 1842 gegen 10 Pferde und 30 junge Rinder. Diese wurden vermutlich nach Norden zur Cabeza de Santa Rosa getrieben.
Damals war es ungewöhnlich, dass eine Frau in einer von Männern dominierten Gegend ein so großes Unternehmen besaß und führte. Als Arbeitskräfte stellt Lopez de Carrillo auch viele der Southern Pomo ein, die in dem Land gelebt hatten, bevor die Siedler kamen. Die Familie Carrillo züchtete Rinder und baute Getreide, Obst und Gemüse an. Bis 1842 besaß Lopez de Carrillo über 3000 Rinder, 1500 Pferde und Felder mit Weizen, Gerste, Hafer. Lopez de Carrillo verbrachte ihre verbleibenden Jahre damit, auf ihrem Pferd über die mehr als 8000 Morgen zu reiten, um Anpflanzungen und Verbesserungen zu leiten.
Im Januar 1849 wurde López de Carrillo krank. Ihre Söhne bereiteten auf ihre Anweisung hin ihr Testament vor, in dem sie die Cabeza de Santa Rosa an ihre Töchter Marta, Juana und Felicidad aufteilten. Ihr Sohn Julio erhielt ein Haus und Grundstück in Sonoma. Lopez de Carrillo starb am 28. Februar 1849 im Alter von 56 Jahren und wurde in der Kapelle der Mission San Francisco Solano in Sonoma beigesetzt. Ihr Sohn Julio, der den Großteil der Rancho Cabeza de Santa Rosa erbte, spendete einen Teil des Landes, um ein Gerichtsgebäude zu bauen und die Stadt Santa Rosa anzulegen.
Ihre Tochter Juana de Jesus und ihr Ehemann David Mallagh lebten noch eine Zeit lang in Carillo Adobe. Mallagh eröffnete ein Geschäft und dann ein Gasthaus, das als „Santa Rosa House“ in einem Teil des Adobes bekannt war. Im Laufe der Jahre wurde das Land verkauft und um den Carrillo Adobe herum entstand eine Stadt.
Das Museum of Sonoma County erwarb ein Familienalbum und Sammelalbum von der Familie Carrillo. Darin sind Fotos mehrerer Generationen der Familie Carrillo in Sonoma County in späteren Jahren zu sehen.
Die Maria Carrillo High School wurde 1996 eröffnet und ist nach María Ygnacia López de Carrillo benannt.